# Viaduc de Salles
Le viaduc de Salles ou pont de Salles, parfois appelé Pont de Saint-Lieux, est un ouvrage d'art en maçonnerie français construit en 1925. Il est constitué de 4 arcs paraboliques de 22 m, encadrés de 2 arcs de 6 m, d’un tablier plateau en béton de 2,97 m de large et d’encorbellements de 0,75 m de chaque côté. Il est revêtu de briques.
Il franchit l'Agout, affluent du Tarn, entre les communes de Giroussens et Saint-Lieux-lès-Lavaur, dans le département du Tarn, en région Occitanie.

## Histoire

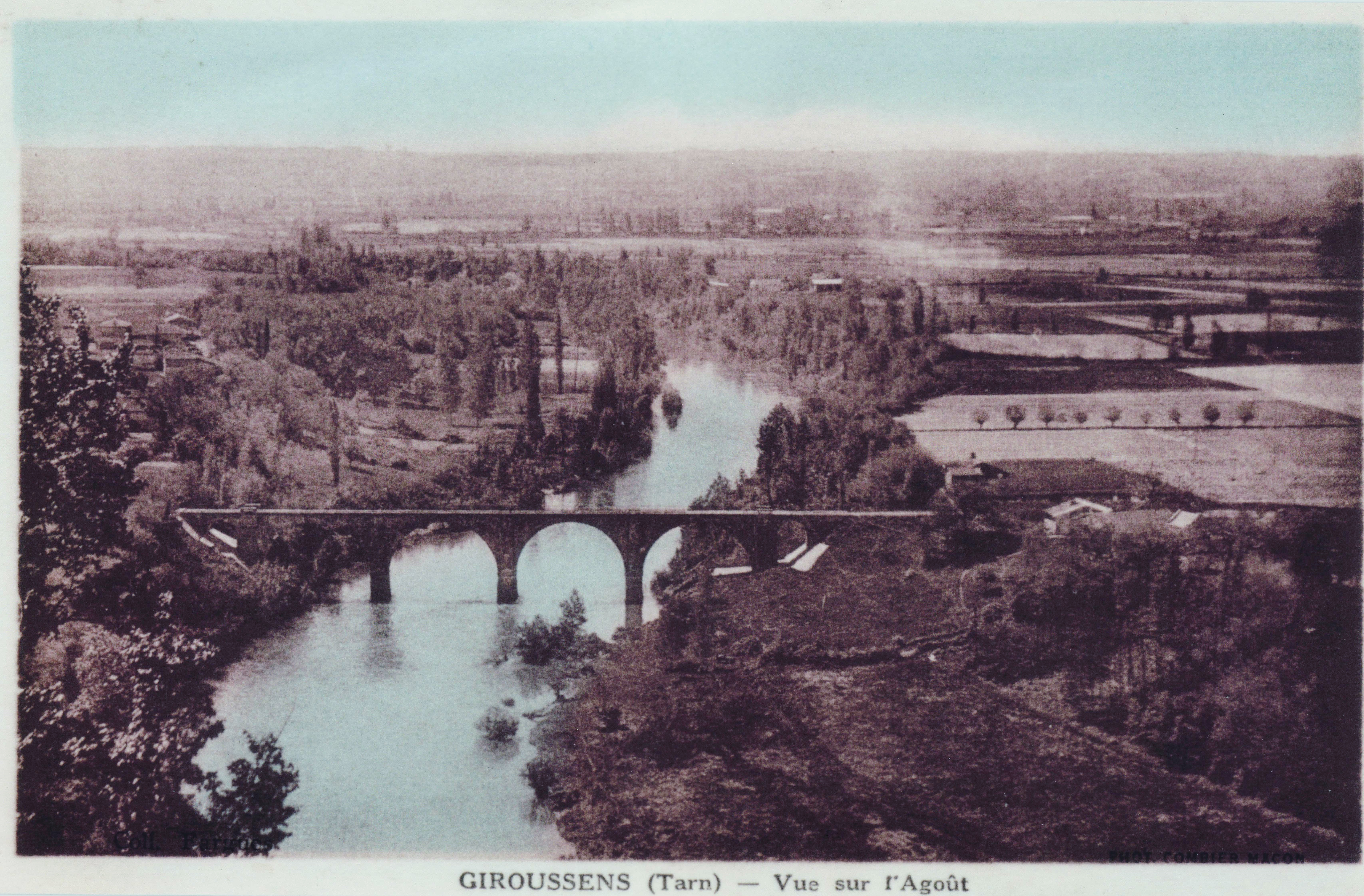
Le viaduc vu de Giroussens

Ce pont a été utilisé par la ligne ferroviaire à voie étroite (0,60 m) de Laboutarié à Saint-Sulpice exploitée de 1925 à 1931 par la Compagnie des chemins de fer à voie étroite et tramways à vapeur du Tarn.
Le pont, propriété des Communes de Saint-Lieux et Giroussens, devient routier après la suppression du tramway à vapeur.
À partir de 1975, Il porte la voie de 0,50 m du Chemin de fer touristique du Tarn, géré par l'Association pour la conservation occitane de véhicules anciens (ACOVA), tout en restant routier. Le viaduc constitue l'attraction majeure de la ligne touristique de 2,7 km entre la gare de Saint-Lieux-Lès-Lavaur et la halte des Martels.
En 2017 le pont a été fermé pour des motifs de sécurité,,. En septembre 2024, les travaux de confortement de l'ouvrage ont commencé et le pont a été rouvert à la circulation en 2025, relançant la dynamique du petit train qui accueillait jusqu'à 25 000 passagers avant la fermeture du viaduc.

## Caractéristiques

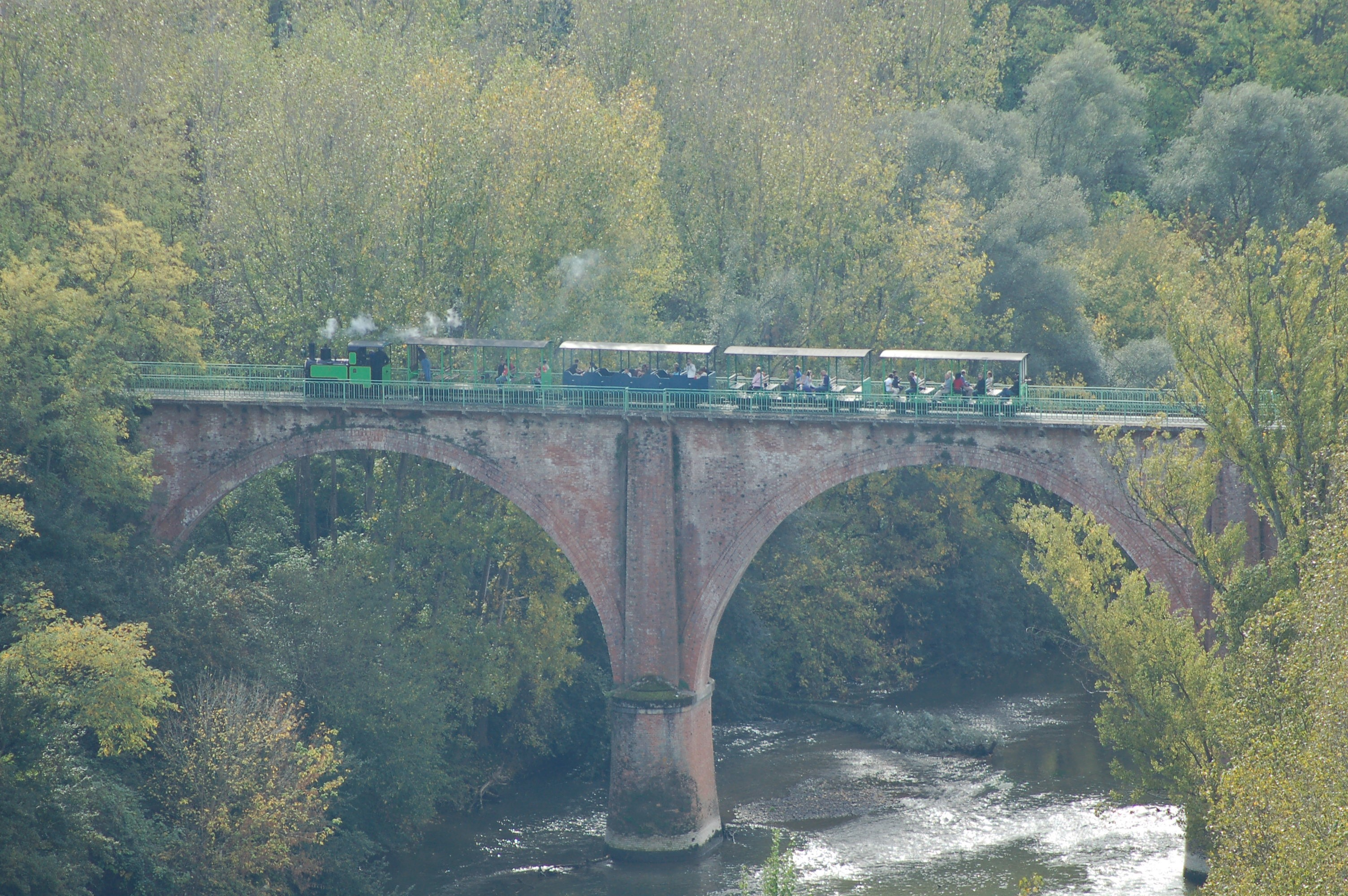
Un train du Chemin de Fer Touristique du Tarn sur le viaduc

C'est un pont droit en béton armé avec brique de parement.
- Hauteur : 20[4];
- Longueur totale : 132 mètres environ ;
- Portée de l'arc : non indiquée ;
- Nombre d'arches : 6